# 서울홍파초등학교
서울홍파초등학교(서울洪波初等學校)는 대한민국 서울특별시 동대문구에 있는 공립 초등학교이다.
경동시장 내부에 있으며 옆에 정화여자상업고등학교가 있다.

## 학교 연혁
- 1960년 7월 5일: 개교

## 참고 자료
- 서울홍파초등학교 - 한국교육학술정보원 학교알리미